# ALICE (MY LITTLE LOVER單曲)
《ALICE》，是日本樂團MY LITTLE LOVER的第4張單曲。1996年4月22日發行。是MY LITTLE LOVER迄今銷量第二高的單曲和代表作之一。

## 簡介
小林武史正式加入MY LITTLE LOVER之後的首張單曲，也是akko初次參與填詞。歌詞內容包括「愛」、「性」等過激字眼。
PV中，akko更是大膽地全裸拍攝，雖然PV沒有敏感部位的暴露，但已經引起很大的話題性。
單曲發行首週在Oricon公信榜排行第2位，比較意外地落後於松田聖子的《想見你～Missing You～/奔向明天》。總銷量高達103.3萬張，MY LITTLE LOVER連續兩張單曲銷量突破百萬，是1996年度日本單曲銷量第17位。

## 收錄曲目
1. ALICE
作詞：小林武史 & AKKO；作曲、編曲：小林武史；金管樂器編曲：村田陽一
森永製菓「ICE BOX」的廣告歌
2. 重逢世界（めぐり逢う世界）
作詞：AKKO & 小林武史；作曲、編曲：小林武史
3. ALICE (instrumental version)
4. 重逢世界 (instrumental version)

## 外部連結
- 唱片介紹